# بخش اروال
بخش اروال (به انگلیسی: Arwal district) یک منطقهٔ مسکونی در هند است که در Magadh division واقع شده‌است. بخش اروال ۶۳۸ کیلومتر مربع مساحت و ۷۰۰٬۸۴۳ نفر جمعیت دارد.